# Лин (община Поградец)
Вижте пояснителната страница за други значения на Лин.
Лин или Линче (на албански: Lin или Lini) е село в Източна Албания, община Поградец, област Корча.

## География
Селото е разположено на полуостров на западния бряг на Охридското езеро в подножието на планината Мокра на самата граница със Северна Македония. Първото село на север е Радожда в Република Македония, с което Лин е свързан чрез граничния контролно-пропускателен пункт Кяфасан. Селото се намира на 675 m надморска височина.
Лин принадлежи към историко-географската област Мокра, част от която е от областта Македония.

## История
В 1967 година на хълма Свети Атанасий на билото на Линския полуостров е открита старохристиянска базилика от IV–V век с много добре запазени мозайки. Тя е културен паметник на Албания от 1973 година. В селото има и разрушена византийска църква, която също е културен паметник от 1973 година.
В XIX век Лин е смесено българо-албанско село в Стружка нахия на Охридска каза на Османската империя. В „Етнография на вилаетите Адрианопол, Монастир и Салоника“, издадена в Константинопол в 1878 година и отразяваща статистиката на населението от 1873 година, Лин (Line) е посочено като село с 65 домакинства, като жителите му са 90 българи и 62 мюсюлмани.
Църквата „Света Варвара“ в Лин е от XIX век. В селото има и църква „Свети Димитър“ (1906), „Свети Илия“, построена в 1935 година върху стар храм вдясно от пътя за Поградец, близо до Букеза, „Света Параскева“, „Света Богородица“ в руини, „Свети Никола“ в руини и „Свети Георги“, която е била в гробището.
Според статистиката на Васил Кънчов („Македония. Етнография и статистика“) в 1900 Лин има 300 жители българи християни и 300 арнаути мохамедани.
На Етнографската карта на Битолския вилает на Картографския институт в София от 1901 година Лин е смесено село българи, албанци и помаци в Охридската каза на Битолския санджак със 70 къщи.
Християнското население на селото е под върховенството на Цариградската патриаршия. По данни на секретаря на Българската екзархия Димитър Мишев („La Macédoine et sa Population Chrétienne“) в 1905 година в Линче има 200 българи патриаршисти гъркомани.
През Първата световна война Лин е важно снабдително пристанище за българските войски в Албания.
В 1939 година Ламбро Маркулев от името на 20 български къщи в Лин подписва Молбата на македонски българи до царица Йоанна, с която се иска нейната намеса за защита на българщината в Албания – по това време италиански протекторат.
В селото се говори албански тоски. Българският език в селото е вевчанско-радожданският говор, говорен единствено в още в съседните три села Радожда, Вевчани и Мали Влай, които днес са в Северна Македония.
В началото на XXI век езиковедите Клаус Щайнке и Джелал Юли провеждат теренно изследване сред описваните в литературата в миналото като славяноговорещи селища в Албания. Лин е отбелязано като смесено село на православни християни и мюсюлмани с 1680 жители и 296 семейства. Местните линчани твърдят, че някои семейства говорят „македонски“, като например при сватби с жени от съседна Радожда в Северна Македония, но „македонският“ като цяло не се използва от третото поколение.
До 2015 година селото е част от община Одунища.

## Личности
Родени в Лин
- Ламбро Маркулев, деец на ВМРО